# Hans-Jochen Schneider
Hans-Jochen Schneider (* 28. September 1923 in Dresden; † 7. Juli 2006 in Simbach am Inn) war ein deutscher Geologe und Hochschullehrer.

## Leben
Hans-Jochen Schneider wuchs in Dresden auf und kam unmittelbar nach dem Abitur im Jahre 1942 zum Wehrdienst mit Fronteinsatz in einer Bergtruppe. Im Sommer 1946 nahm er an der Technischen Hochschule München das Lehramtsstudium mit der Fächerkombination Chemie-Biologie-Geographie auf. 1948 wechselte er zum Diplom-Studiengang Geologie mit Schwerpunkt Mineralogie sowie Geophysik an der Ludwig-Maximilians-Universität München. In seiner Diplomarbeit im Jahr 1951 befasste er sich mit Gesteinsuntersuchungen in den Kalkalpen in der Lagerstätten-Schule von Albert Maucher (1907–1981). 1953 folgte die Promotion mit lagerstättenkundlichen Untersuchungen im Oberen Wettersteinkalk der bayerischen Kalkalpen östlich der Loisach. Als Assistent am Institut für Lagerstättenkunde sowie für Angewandte Geophysik  bei Hermann Reich konnte er sich 1957 habilitieren.
Schneider war ein begeisterter Bergsteiger. So bereitete es ihm die Teilnahme an einer Himalaya-Expedition 1954 keine allzu große Anstrengung. Hier studierte er Tektonik und Magmatismus im Nordwesten vom Karakorum. Nach einer weiteren Studienreise 1958 in den West-Himalaya wurde er Leiter der Deutschen Karakorum-Expedition 1959. Die wissenschaftlichen Aufgaben dieser Expedition lagen in der Struktur-Geologie und in der Geophysik sowie der Glaziologie der Batura-Region.
1963 erhielt er einen Ruf an die Freie Universität Berlin und konnte dort den Lehrstuhl für Angewandte Geologie aufbauen und einrichten. 1984 wurde er zum korrespondierenden Mitglied der Bayerischen Akademie der Wissenschaften gewählt.
Neben seiner Forschungs- und Lehrtätigkeit war Schneider auch Referent für Wissenschaft, Kartenwesen und Auslandsfahrten im Verwaltungsausschuss des Deutschen Alpenvereins.

## Werke (Auswahl)
- Die sedimentäre Bildung von Flußspat im Oberen Wettersteinkalk der nördlichen Kalkalpen, Abhandlung der Mathematisch-naturwissenschaftlichen Klasse der Bayerischen Akademie der Wissenschaften, 1954
- Schneider, Hans-Jochen. Mineral deposits of the Alps and of the alpine epoch in Europe, Berlin: Springer 1983, ISBN 978-3-642-68988-8
- Die Deutsche Karakorum-Expedition 1959